# Joseph Groussard
Pour les articles homonymes, voir Groussard.
Joseph Groussard est un coureur cycliste français, né le 2 mars 1934 à La Chapelle-Janson près de Fougères (Ille et Vilaine).
Il a été professionnel de 1955 à 1966 avec 65 victoires à son palmarès. Son frère, Georges Groussard, était aussi coureur cycliste professionnel.
Ses principales équipes ont été : Helyett, ACBB, Alcyon, Pelforth-Sauvage-Lejeune.

## Biographie
Il gagne Milan-San Remo en 1963 devant l'Allemand Rolf Wolfshohl. Cette victoire lui est attribuée avec l'aide de la photo-finish, une première dans l'histoire du cyclisme.

## Palmarès et résultats

### Palmarès amateur
- Amateur
  - 1951-1955 : 45 victoires[2]
- 1953
  -  Champion de Bretagne sur route
  - Prix des Angevines
  - 1re étape de Rennes-Saint-Malo-Rennes
  - 3e de Paris-Bretagne
- 1954
  - Grand Prix de Nantes
  - 1re étape du Grand Prix de Merville
- 1955
  - Vainqueur du Chupen (classement par points de courses bretonnes)
  - Grand Prix de l'Équipe et du CV 19e («Paris-Tours» amateurs)
  - 3e étape du Circuit des Ardennes
  - 3e du Circuit des Ardennes

### Palmarès professionnel
- 1956
  - 7eb étape du Tour du Sud-Est
  - 2e du Tour de l'Ouest
  - 8e de Paris-Tours
- 1957
  - Paris-Camembert
  - 2e du Circuit du Cher
  - 3e du Grand Prix de Plouay
  - 9e de Paris-Roubaix
- 1958
  - Grand Prix de Saint-Raphaël
  - Boucles de la Seine
  - 2e du Grand Prix d'Antibes
  - 3e de Gênes-Nice
  - 9e de Paris-Tours
  - 10e de Milan-San Remo
- 1959
  - Grand Prix de Monaco
  - Gênes-Nice
  - 6e étape du Tour du Sud-Est
  - 22e étape du Tour de France
  - 2e du Grand Prix de l'Echo d'Oran
  - 3e du Circuit de l'Aulne
- 1960
  - Circuit de l'Indre
  - Paris-Camembert
  - 1re étape du Tour de Champagne
  - 5e du Grand Prix Stan Ockers
- 1961
  - Challenge de France
  - 4e étape de Paris-Nice
  - Étoile du Léon
  - 3e étape du Tour de Champagne
  - 3e étape des Quatre Jours de Dunkerque
  - Grand Prix du Midi libre :
    - Classement général
    - 1re étape

  - Boucles de la Seine
  - Grand Prix du Parisien (contre-la-montre par équipes)
  - 2e du Prestige Pernod
  - 2e du Grand Prix de Saint-Raphaël
  - 2e de Paris-Nice
  - 5e des Quatre Jours de Dunkerque
- 1962
  - Prestige Pernod
  - Challenge Sedis
  - Critérium national
  - 3e étape du Tour du Sud-Est
  - Classement général des Quatre Jours de Dunkerque
  - Grand Prix du Locle
  - Boucles de la Seine
  - 2e du Grand Prix d'Orchies
  - 3e du Grand Prix du Midi libre
- 1963
  - 3eb étape de Paris-Nice (contre-la-montre par équipes)
  - Milan-San Remo
  - 2eb étape du Tour de France (contre-la-montre par équipes)
  - 5e de Paris-Nice
- 1964
  - Grand Prix d'Antibes
  - Flèche auxerroise
  - 2e du Grand Prix de Monaco
  - 2e du Circuit Provençal
  - 2e du Grand Prix du Parisien (contre-la-montre par équipes)
  - 9e de Bordeaux-Paris
- 1965
  - Bordeaux-Saintes
- 1966
  - 2e de Bordeaux-Paris

### Résultats sur les grands tours

#### Tour de France
9 participations
- 1957 : 42e
- 1958 : 25e
- 1959 : 56e, vainqueur de la 22e étape
- 1960 : 52e,  maillot jaune pendant un jour
- 1961 : 45e
- 1962 : 57e
- 1963 : 64e, vainqueur de la 2eb étape (contre-la-montre par équipes)
- 1964 : 74e
- 1965 : 96e et lanterne rouge